# Lubstynek
Lubstynek (dawniej Łabsztynek, niem. Klein Lobenstein) – wieś w Polsce położona w województwie warmińsko-mazurskim, w powiecie iławskim, w gminie Lubawa. W latach 1975–1998 miejscowość administracyjnie należała do województwa olsztyńskiego.
W 1537 r. była to wieś wolna od szarwarku, co wskazuje to, że mieszkali tu wolni pruscy.
Lubstynek jest jedną z 8 miejscowości włączonych do Polski w 1920 po plebiscycie na Warmii i Mazurach. W Lubstynku za Polską oddano 92 głosy, za Prusami opowiedziało się 51 osób. Komisja delimitacyjna pod przewodnictwem porucznika Gardasza przyznała wieś Polsce. W 1921 roku stacjonowała tu placówka 13 batalionu celnego a następnie placówka Straży Celnej „Lubstynek”.